# سیگنال خروج هسته‌ای
سیگنال خروج هسته‌ای (انگلیسی: Nuclear export signal) که به‌اختصار به آن «NES» می‌گویند، یک توالی آمینواسیدی از چهار باقی‌ماندهٔ هیدروفوبیک (آب‌گریز) در یک پروتئین است که آن را جهت خروج از هسته و حمل آن به سیتوپلاسم از خلال مجراهای موجود در پوستهٔ هسته نشانه‌گذاری می‌کند.
عملکرد این سیگنال، برعکسِ توالی متمرکزکننده هسته‌ای (NLS) است که پروتئین‌ها را جهت ورودشان به هسته نشانه‌گذاری می‌کند.
سیگنال‌های خروج هسته‌ای توسط کاریوفرین‌ها شناسایی و بدان متصل می‌شوند. در بررسی‌های انجام شده، شایع‌ترین فرم ساختاری این توالی به صورت LxxxLxxLxL بود که در آن L به‌جای باقی‌ماندهٔ آمینواسیدی هیدروفوبیک (بیشتر لوسین) و x نیز نمایانگر سایر انواع اسید آمینه است.